# Gilgogué
 (mars 2010).
Si vous disposez d'ouvrages ou d'articles de référence ou si vous connaissez des sites web de qualité traitant du thème abordé ici, merci de compléter l'article en donnant les références utiles à sa vérifiabilité et en les liant à la section « Notes et références ».
Gilgogué, de son vrai nom Gilles Gogué, (26 janvier 1947 à Cabourg en France - ) est un peintre et un directeur de galerie d'art français.

## Biographie
Gilgogué est né à Cabourg, près de Caen. Il vit aujourd'hui à Caen et dirige la Galerie d'art brut et primitif Totem, Place Letellier, à Caen.
Peintre de la tendance Cobra - mouvement créé à Paris en novembre 1948 dont les membres prônent la liberté, la spontanéité, l’expérimentation - est un des rares artistes français de cette tendance.
Il a notamment accroché ses tableaux, toiles et sculptures aux côtés de Corneille ou Alechinsky. Présent dans de nombreuses galeries européennes, il est une référence en matière de figuration libre et brute.
Gilgogué place l'homme au centre de son œuvre. Ses créations, pleines de fantaisie, sont réalisées principalement à partir de morceaux de publicité déchirées qu'il utilise comme support.

## Expositions
- 1989   Centre Georges Pompidou - Paris (France)
- 1990   Galerie de l'Arcade - Paris (France)
- 1991   Galerie Z, Gabrielle Zang - Essen (Allemagne)
- 1991   Studio 70 - Potenza (Italie)
- 1991   Art Jonction - Nice (France)
- 1991   Fondation Prince Pierre de Monaco - Monaco (Monaco)
- 1992   Galerie Dubé - Barcelone (Espagne)
- 1992   Galerie Studio Erre - Rome (Italie)
- 1992   Musée d'Albi et de Pau, « Hommage à Toulouse-Lautrec » - Albi (France)
- 1992   Galerie Méduane, Art brut « Aventures Intérieures » - Laval (France)
- 1992   Espace Belleville, « Figuration fin de millénaire » - Paris (France) Combas, Keith Haring, Di Rosa, Basquiat …
- 1992   Galerie des Remparts - Le Mans (France)
- 1993   Galerie de Bellecour - Lyon (France)
- 1993   Galerie le Cabinet d'Amateur - Paris (France)
- 1994   Galerie d'Arti - Denges (Suisse)
- 1994   Galerie des 4 Coins - Roanne (France)
- 1995   Galerie WAM - Caen (France)
- 1996   Galerie Jean-Claude Riedel - Paris (France)
- 1997   Galerie Kamile - Monaco (Monaco)
- 1997   Musée de l'Art en Marche - La Palisse (France)
- 1998   Galerie Lisette Alibert - Paris (France)
- 1999   Galerie 70 - Milan (Italie)
- 1999   Galerie des Teinturiers - Avignon (France)
- 2000   Galerie Lisette Alibert - Paris (France)
- 2001   Galerie 70 - Milan (Italie)
- 2001   Galerie du Triangle - Lyon (France)
- 2002   Fonds d'Art Moderne et Contemporain - Montluçon (France)
- 2002   Galerie 70 - Milan (Italie)
- 2003   Galerie WAM - Caen (France)
- 2003   Galerie du Triangle - Lyon (France)
- 2003   Galerie Art Confrontations - Rouen (France)
- 2004   Galerie Art 4 - Caen (France)
- 2004   Galerie Cri d'Art - Metz (France)
- 2005   Galerie 70 - Milan (Italie)
- 2005   Galerie WAM - Caen (France)
- 2005   Galerie Art Passion - Montpellier (France)
- 2005   Galerie 70, Milan, Italie
- 2006   Galerie WAM, Caen, France
- 2007   Galerie le Triangle d'art, Libourne, France        Galerie WAM, Caen, France
- 2009   Église Saint Étienne, Festival "Regards Croisés sur l'Ailleurs, Beaugency, France
- 2013   Galerie Les Naufragés du Temps, Saint-Malo, France
- 2013   Galerie Lisette Alibert - Paris (France)